# Французький вісник
«„Французький вісник“ від „Ліберті, Канзас Івнінґ Сан“» (англ. The French Dispatch) — американський художній фільм Веса Андерсона. В основу сценарію лягла історія, написана Андерсоном у співпраці з Романом Копполою, Г'юґо Ґіннессом і Джейсоном Шварцманом. Фільм розповідає про редакцію вигаданого американського щотижневого журналу «The French Dispatch of the Liberty, Kansas Evening Sun», офіс якого розташований у Франції.
Акторський ансамбль фільму охоплює такі імена, як Бенісіо Дель Торо, Едріен Броуді, Тільда Свінтон, Леа Сейду, Френсіс Мак-Дорманд, Тімоті Шаламе, Ліна Кудрі, Джеффрі Райт, Матьє Амальрік, Стів Парк, Білл Мюррей і Оуен Вілсон. Епізодичні ролі зіграла низка акторів, які постійно співпрацюють з Андерсоном. У їх числі — Лієв Шрайбер, Едвард Нортон, Віллем Дефо, Сірша Ронан, Джейсон Шварцман і Анжеліка Х'юстон.
Світова прем'єра «Французького вісника» відбулася на 74-му Каннському кінофестивалі 12 липня 2021 року. Компанія «Searchlight Pictures» випустить картину в прокат США 22 жовтня 2021 року.

## Сюжет
Фільм позиціонується як «любовний лист журналістам» аванпосту американської газети в вигаданому французькому місті XX століття. У центрі картини — три сюжетні лінії. Всі вони пов'язані з публікаціями в американському журналі «The French Dispatch» (щотижневому додатку до канзаської газети «Liberty, Kansas Evening Sun»), редакція якого розташовується в містечку Енну-сюр-Блазе.
Джерелом натхнення при створенні фільму для Андерсона послужив журнал «The New Yorker», пристрасним шанувальником якого він був ще зі шкільних часів. Деякі персонажі та події у фільмі запозичені з реальних статей в цьому журналі. Наприклад, образ головного редактора «The French Dispatch» Артура Ховітцера-молодшого у виконанні Білла Мюррея базується на співзасновнику «The New Yorker» Гарольду Россу. Одна з трьох сюжетних ліній розповідає про студентські акції протесту у Франції в травні 1968 року, яким була присвячена стаття Мевіс Галлант «Події в травні: Паризький зошит». Основою другого сюжету за участю Едрієна Броуді в ролі Джульєна Кадазіо стала серія публікацій «Дні Дювіна» про артдилера Джозефа Дювіна.

## В ролях
| Актор                 | Роль                                |
| --------------------- | ----------------------------------- |
| Бенісіо Дель Торо     | Мойсей Розенталер                   |
| Едрієн Броуді         | Жульєн Кадаціо                      |
| Тільда Свінтон        | Дж. К. Л. Беренсен                  |
| Леа Сейду             | Сімона                              |
| Френсіс Макдорманд    | Люсінда Кременц                     |
| Тімоті Шаламе         | Дзеффіреллі                         |
| Ліна Кудрі            | Джульєтта                           |
| Джеффрі Райт          | Робак Райт                          |
| Матьє Амальрік        | комісар із викраденим сином         |
| Стів Парк             | Лейтенант Нескафієр                 |
| Білл Мюррей           | Артур Ховіцер молодший              |
| Оуен Вілсон           | Ербс Сазерак                        |
| Сірша Ронан           | таємнича жінка                      |
| Елізабет Мосс         | штатний автор «The French Dispatch» |
| Віллем Дефо           | в'язень Альберт Абакус              |
| Едвард Нортон         | викрадач                            |
| Крістоф Вальц         | Борис Шоммерс                       |
| Джейсон Шварцман      | Гермес Джонс                        |
| Лоїс Сміт             | Апшер Клампетт                      |
| Лев Шрайбер           | ведучий токшоу                      |
| Боб Балабан           | Нік                                 |
| Генрі Вінклер         |                                     |
| Руперт Френд          |                                     |
| Гріффін Данн          |                                     |
| Алекс Лотер           |                                     |
| Бенжамен Лаверн       |                                     |
| Венсан Макен          |                                     |
| Фелікс Моаті          |                                     |
| Гійом Гальєні         |                                     |
| Сесіль де Франс       |                                     |
| Алекс Лоутер          |                                     |
| Стефан Бак            |                                     |
| Фішер Стівенс         |                                     |
| Воллес Володарськи    |                                     |
| Анжеліка Бетт Фелліні |                                     |
| Мохаммед Бельхаджін   |                                     |
| Тохіб Джімо           |                                     |

## Виробництво
Зйомки фільму розпочались в листопаді 2018 року, у місті Ангулем і завершилися у березні 2019 року.

## Прокат
Вихід фільму спочатку був запланований компанією Fox Searchlight Pictures на 24 липня 2020 року, але був відкладений через пандемію коронавірусу на жовтень 2021 року, а прем'єра фільму відбулася 12 липня на 74-му Каннському міжнародному кінофестивалі. Прем'єра фільму в Україні — 28 жовтня.

## Сприйняття та критика
На Rotten Tomatoes фільм має рейтинг 80 % від кінокритиків (рейтинг «свіжий»). На Metacritic рейтинг критиків становить 83 з 100.
Софі Монкс Кауфман з видання «Hyperallergic» зазначила, що «хоча за приголомшливим феєрверком деталей іноді доволі важко стежити за сюжетом, зануритися у світ „Французького вісника“ — суцільна насолода». Джейсон Горбер з «Slashfilm» назвав фільм «космічною мандрівкою для душі поціновувачів кіно».